# Варроатоз

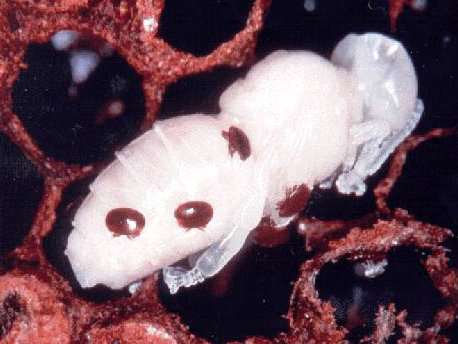
Куколка медоносной пчелы, поражённая варроозом

Варроато́з (лат. Varroasis apium, жарг. вароо́з - калька с латинского термина),  — паразитарное заболевание медоносных пчёл вызываемое клещами рода Varroa: Varroa destructor (европейских пород пчёл), Varroa jacobsoni (среднеиндийской пчелы) и другими видами.  Клещи на разных стадиях своего развития поражают куколок и взрослых особей пчёл.

## Диагностика
Начиная с 80-х годов XX века каждую пасеку Евразии можно априори считать заражённой клещом Варроа.
Основным внешним признаком болезни является появление возле улья пчёл и трутней с дефектами развития: отсутствующие или рудиментарные, искривлённые крылья, в более тяжелых случаях появляются пчелы и трутни без лапок. Метод диагностики удобен, когда приульевое пространство достаточно большое, свободно от травы, имеет светлое покрытие.
При обычном осмотре пчелиной семьи на рамках и на прилётной доске на некоторых пчёлах на брюшке сбоку, на головогруди вблизи места крепления крыльев можно заметить овальные темно- и светло-коричневые бляшки размером примерно 1,5×2 мм. Это взрослые самки клеща. Для целенаправленного осмотра пчёл на наличие паразитов собирают некоторое количество живых пчёл и запускают их в прозрачный пластиковый короб, при этом размеры короба таковы, что пчёлы в нём размещаются в один слой (размер по одному из измерений не менее 6 и не более 8 мм). В качестве аналога короба могут использоваться 2 чашки Петри, вложенные одна в другую. В бытовых условиях при наличии хорошего зрения у пчеловода до десятка пчёл для осмотра можно запускать в обычные стеклянные банки (0,05, 0,1, 0,2, 0,5 или 0,7 л). Метод применяется преимущественно для исследовательских и учебных целей.
При осмотре съёмных поддонов (в оснащенных ими ульях) на поддоне среди ульевого сора, кусочков воска, засахарившегося меда, перги можно обнаружить подвижных и неподвижных самок клеща. Метод диагностики очень удобен для подтверждения факта заражения семьи клещом Варроа и пригоден для приблизительной количественной оценки заражённости семьи и эффективности лечения. Применение такой диагностики сдерживается тем, что большинство любительских пасек в России оснащается неразборными ульями без съёмных поддонов.
В пораженной варроатозом семье при вскрытии ячеек сот с запечатанным расплодом на белом теле куколок легко обнаруживаются овальные тёмно- и светло-коричневые бляшки размером примерно 1,5×2мм — самки клеща; молодые клещи обычно имеют более светлый цвет. Клещами поражается весь расплод, однако степень поражения трутнёвого расплода клещами в несколько раз выше, чем у расплода рабочих пчёл. Эта биологическая особенность клеща Варроа используется для диагностики варроатоза и контроля численности и скорости роста заклещёванности в период взятка. Периодическое удаление трутнёвого расплода со специальных так называемых «отстроечных» рамок применяется с мая по июль. Метод сопряжен с повышенными трудозатратами пчеловода и расходом ресурсов пчелиной семьи (отстройка сот, выращивание трутневого расплода).
Стандартизированная точная количественная оценка поражения пчелиной семьи клещом Варроа производится следующим образом: 
1. отбирают несколько десятков живых пчёл из центра гнезда;
2. отобранная партия заваривается крутым кипятком, добавляется ложка стирального порошка или соды;
3. на крупном сите (2-4 мм) мёртвые клещи отсеиваются от мёртвых пчёл, количество тех и других подсчитывается;
4. процент поражения определяется как отношение числа клещей к числу пчел.

Метод применяется в исследовательских целях и для точного определения эффективности противоварроатозных средств. Допустимым процентом заклещёванности по результатам многих наблюдений и исследований признаётся величина не более 4 %.

## Лечение
На сегодняшний день практически все пасеки Евразии и Америки можно априори считать поражёнными варроатозом, поэтому проведение лечебно-профилактических противоварроатозных мероприятий является обязательным независимо от наличия признаков поражения или уровня заклещёванности. На промышленных пасеках данные о таких мероприятиях фиксируются в ветеринарно-санитарном паспорте пасеки.
Лечебно-профилактические мероприятия проводят весной после облёта, летом после откачки мёда и осенью при температуре окружающей среды не ниже 14—16° C.
На сегодняшний день любое проведённое лечение из-за перекрёстного заражения и особенностей биологии клеща Варроа не приводит к окончательной победе над варроатозом на конкретной пасеке, но только лишь к сокращению уровня заклещёванности конкретных семей до некоторого условно-безопасного уровня.

### Физические методы
- В улье размещают (воско)строительные рамки и трутневую вощину. Периодически трутневый расплод удаляют. Из удалённого трутнёвого расплода может быть получен трутнёвый гомогенизат и некоторое количество товарного воска. Все остаточные продукты переработки сжигают. Такие действия в сочетании с использованием подрамника-клещеуловителя позволяют сократить количество клещей наполовину[5].
- Одним из важнейших приёмов является формирование безрасплодных отводков[5].
- На дно улья помещают сетчатые подрамники с поддонами, на которые укладывают липкие жировые ловушки[1] (например бумагу, смазанную маслом или вазелином).
- Пчелиную семью помещают в специальную термокамеру на 10—15 минут при 46—48 °C[5].
- Сахарную пудру рассыпают через ситечко вдоль улочек. Суть в том, что сахарная пудра попадет на лапки клеща, который не может физически от неё очиститься, что приводит к его обездвиживанию, падению на дно и смерти[источник не указан 1881 день].

### Химические методы
- Пчёл окуривают дымом с применением термических таблеток или полосок различных препаратов: фенотиазин, фольбекс, амитраз и др.[5]
- Опудривают улочки тимолом или размещают его в мешочках по 10—15 г на верхних брусках рамок[5].
- Методом опрыскивания или испарения применяют муравьиную и щавелевую кислоты[1].
- Другие препараты для обработки: бипин, варропол, апистан[1].
- Препараты для скармливания: укропное масло с сахарным сиропом, КАС-81[1].

### Зоотехнические методы
В целом на сегодня почти все ветеринарные противоварроатозные препараты делаются на основе таких акарицидов системного действия, как амитраз и флувалинат. Используются две препаративные формы веществ: самоэмульгирующиеся водные растворы и полимерные или деревянные полоски, пропитанные указанными веществами. В обоих случаях акарицид имеет контактное действие.
В период от двух до трёх лет непрерывного использования амитраза и флувалината у клещей вырабатывается устойчивость к этим препаратам, однако такие устойчивые клещи обладают пониженной жизнеспособностью, в связи с чем при прекращении использования препаратов устойчивость пропадает в течение 3-4 лет. При этом повышение устойчивости к флувалинату автоматически приводит к росту устойчивости к амитразу. Обратный эффект не наблюдается.
При опрыскивании водными растворами концентрация акарицидов достаточно быстро (в течение суток) падает ниже порога эффективности. Растворы не действуют на клещей находящихся на запечатанном расплоде, поэтому обработку зоотехническими препаратами проводят 2 или 3 раза с периодом между обработками в 3-4 дня.
Полоски, пропитанные акарицидами вызывают активное осыпание клещей в течение 3-4 суток после установки и могут оставляться в семье в зиму для профилактики весенней вспышки заклещёванности. Из отрицательных эффектов полосок следует выделить длительное воздействие на клещей концентрацией ниже эффективной, что провоцирует рост устойчивости клещей к препаратам.

## История
Болезнь возникла в 1950-х годах при переходе клеща Varroa jacobsoni (паразита среднеиндийской пчелы Ápis cerana) на пчелу медоносную (Ápis melliféra). Адаптируясь к новым условиям обитания клещ Varroa jacobsoni изменился морфологически, вследствие чего был выделен в отдельный вид Varroa destructor.
В России болезнь впервые была зафиксирована в 1964 году в Приморском крае.
Долгое время эффективных методов борьбы с варроатозом не было. Поиск шёл практически наугад. Опробовались всевозможные доступные в подсобном хозяйстве подручные средства для борьбы с распространяющейся эпизоотией варроатоза.
Известны начальные попытки использования растительного и животного сырья для инициирования осыпания клещей со взрослых пчёл — лекарственные травы клали перед летком, набивали в подушки, улочки между рамками и поддоны осыпались мелкорубленной травой полыни, чабреца и других видов тимьяна, щавеля и т. д. и т. п.
Использовались подкормочные сиропы с добавлением вытяжек растительного сырья. Различные травы, коренья и их смеси воскурялись в дымаре, был даже придуман дымарь с патологически удлиненным носиком.
От этого периода в практическом пчеловодстве остался комплексный растительный препарат КАС-81. Сейчас этот препарат имеет скорее профилактическое значение при подготовке пчёл в зиму.
На этом же этапе были выявлены основные компоненты растительного и животного происхождения, обладающие необходимым акарицидным действием. Таковыми оказались пары муравьиной и щавелевой кислот, а также тимол. Эти химические средства борьбы с варроатозом в практику пчеловодства вошли первыми.
Широко распространенным методом стало опрыскивание 2 % раствором щавелевой кислоты. Для приготовления которого используют не жесткую воду температурой 30 °C. Пчел обрабатывают при температуре не ниже 16 °C. Первую обработку проводят весной после массового облета пчел. Пчеловодам приходилось 3-4 раза с интервалом 12 дней опрыскивать каждую рамку с пчёлами раствором щавелевой кислоты, то есть фактически постоянная обработка пчёл кислотой отнимала бо́льшую часть рабочего времени пчеловода. Помимо временных затрат, обработка распылением щавелевой кислоты вредила здоровью пасечников и способствовала распространению грибкового заболевания — аскосфероза (поражение расплода пчёл). В дальнейшем был разработан более эффективный и технологичный метод обработки парами кристаллической щавелевой кислоты. (при помощи сублиматора)
Из-за развития агрохимии и поступления в пчеловодную отрасль препаратов, предполагавших меньшую трудоёмкость, дальнейшие работы по модификации способов применения кислот были свёрнуты. Тем не менее в начале XXI века из-за вновь возникшей проблемы акарапидоза и как результат стремления получить экологически чистую продукцию, не загрязненную лекарственными препаратами, методы применения органических кислот обрели 2-е рождение. Так, до сих пор в Германии против варроатоза применяют муравьиную кислоту в виде пропитанных ею салфеток, а щавелевую путём скармливания пчёлам с сахарным сиропом.
В тот же период приобрели широкое распространение обработки парами тимола (тимол в виде кристаллов или порошка рассыпается по 0,2 г по верхним брускам сотовых рамок, или засыпается в мешочки по 10-15 г и размещается поверх сотов).
Химические методы сохраняют свою эффективность и применяются как резервные способы лечения.
В 70-80-е годы XX века большую популярность на крупных и промышленных пасеках приобрела термическая обработка пчёл при температуре 46—48 °C. Трудо-, энерго-, время- и материалозатратность метода вместе с опасностью «сварить» пчелиную семью привели сначала к появлению обширной литературы по модификациям этого метода, а затем, после появления акарицидных препаратов, к прекращению использования данного метода.
К 80-м годам XX века появились первые специализированные препараты для борьбы с клещом: фенотиазин (таблетки), фольбекс (полоски). Препараты представляли собой сжигаемые полоски и таблетки, дымом которых окуривали пчелосемьи. Такие обработки не были достаточно эффективными, поскольку разово поражали клещей только на взрослых пчёлах. Также такие обработки нередко приводили к гибели маток и целых пчелиных семей.
К концу 80-х в пчеловодство из ветеринарии и агрономии пришли акарицидные препараты такие как «Метак» и «Тактик» на основе амитраза. Таким препаратам системного действия для оказания эффекта требуется попасть в гемолимфу пчёл. Эти препараты действуют только на клеща варроа и для лечения акарапидоза не годятся. Первые фирмы фасующие 12,5 % раствор амитраза для пчеловодства дали ему название «Бипин».
К началу XXI века акарициды для пчеловодства массово производятся как самоэмульгирующиеся в водных растворах препараты для двух- или более- кратного опрыскивания. В состав препаратов входят амитраз, кумофос и флювалинат. В России препараты продаются под следующими торговыми названиями: Бипин, Бипин-Т, Янтрин, Дилабик, Апитак, Варрооль, Апипротект, Перицин, Аква-фло, Бивар, Бивароол и т. д..
К началу 90-х годов XX века появились новые препаративные формы акарицидов контактного действия. Акарицид, нанесенный на пластины (снаружи и в виде пропитки), оказался более удобным и безопасным в применении: несколько полосок из дерева или пластмассы, пропитанных акарицидом, размещались в междурамочном пространстве и оказывали противоклещевое действие в гнезде пчел до момента выхода последних серий клещей из запечатанного расплода. Механизм действия — пчела должна подойти к пластине и «потереться». Поэтому, если в месте установки пластины не хватает пространства для прохождения пчел, они выгрызают часть сота (в месте размещения пластин в гнезде пчел необходимо раздвинуть рамки — расширить улочку). Акарицид нанесенный на пластину обладает нервно-паралитическим действием для клеща.
Первыми появились препараты флювалината на полосках: «Апистан»-пластмассовые пластины(США), «Апифит»-деревянные пластины, в просторечии «палочки» (СССР). В дальнейшем только в России были выпущены на рынок такие препараты как Варроапол, Апидез, Пак-750а, Амипол-Т, Ветфор, Фумисан и др. В других странах выпускались и продолжают выпускаться аналогичные препараты со своими оригинальными названиями.
Все эти препараты объединяет одно: они применяются исключительно до или после окончания медосбора, поскольку на данный момент нет единого мнения об их влиянии на качество и безопасность мёда для человека. Это приводит к тому, что к концу медосбора поражённость варроатозом семей значительно повышается и без надлежащего лечения появляется немало пчёл с дефектами развития.
К концу 90-х годов XX века стали появляться популяции клещей, устойчивые к флювалинату и амитразу, более того, выяснилось, что выработка устойчивости к флювалинату автоматически приводит к появлению устойчивости к амитразу. Выработка устойчивости в популяции клещей в отдельной местности происходит за 4-6 лет.
Клещи, устойчивые к этим акарицидам, обладают меньшей жизнеспособностью, чем обычные клещи, и хуже размножаются. Благодаря этому, приобретённая устойчивость может исчезнуть за 2-4 года при своевременном прекращении применения флувалината и амитраза в местности, где формируется устойчивая к акарицидам популяция клещей.
Привыкания к органическим кислотам и фосфорорганическим препаратам (кумофос) пока замечено не было.
Dr Zbigniew Lipieński. Проблема устойчивости клещей варроа к синтетическим акарицидам контактного действия.
До сих пор, несмотря на серьёзный прогресс в борьбе с варроатозом, клещи в семьях продолжают присутствовать постоянно: после истребления взрослых клещей на рабочих пчёлах, очень быстро появляются молодые клещи из выводящегося расплода. Также происходит постоянное перезаражение с окрестных пасек.
В итоге варроатоз продолжает оставаться бичом всех пасек мира (за исключением Австралии) и перспективы полной победы над болезнью крайне туманны.

## Профилактика
Размещение пасек в местах произрастания следующих растений: орех грецкий, можжевельник, боярышник, полынь, дягиль, лаванда, бархатцы, пижма, тимьян, багульник, крапива, бузина, душица, кориандр, мята, чистотел.
Для предотвращения лавинообразного нарастания численности клещей в период взятка используется практика периодического изъятия печатного трутнёвого расплода с отстроечных (изначально пустых или укороченных) рамок.
Для усиления пчелиной семьи безотносительно именно варроатоза в разные периоды биологического развития используют подкормки с добавками профилактических агентов (соли кобальта, БАДы, акарициды и т. п.).